# Edmund Kiehnle
Edmund Kiehnle (* 27. April 1924; † 13. Februar 2014) war Stadtbaumeister und Stadtarchivar in Eppingen und hat zahlreiche heimatkundliche Schriften verfasst. Er gehörte zu den Gründern mehrerer Heimat- und Sportvereine.

## Leben
Nach Volks- und Realschulbesuch in Eppingen und dem Abitur in Sinsheim wurde er zum Kriegsdienst eingezogen. Nach einer schweren Kriegsverletzung musste ihm ein Arm und ein Bein amputiert werden. Nach Kriegsende studierte er an der Technischen Hochschule Karlsruhe Architektur und war danach in der Bauabteilung des Landratsamtes Sinsheim tätig. 1950 wechselte er als Stadtbaumeister nach Eppingen, wo er sich um die Sanierung und Erhaltung der historischen Fachwerkbauten verdient machte. Ab 1956 gehörte er dem internationalen Arbeitskreis für Hausforschung an. 1970 wechselte er zum Stadtarchiv Eppingen, das er bis zu seiner Pensionierung leitete.
Er war in der Heimat- und Denkmalpflege aktiv und hat 1951 die Ortsgruppe Eppingen der Badischen Heimat wiederbelebt, aus der kurz darauf die Heimatfreunde Eppingen hervorgingen, deren Geschäfte er von 1972 bis 1977 führte. 1955 richtete er in der Alten Universität die Eppinger Heimatstube ein, die er 1959 zum Heimatmuseum ausbaute. Er war Mitglied im heimatgeschichtlichen Arbeitskreis des Landkreises Sinsheim, aus dem 1972 der Heimatverein Kraichgau hervorging. Außerdem gehörte er ab 1950 dem Eppinger Verkehrsverein an und initiierte er 1981 die Neugründung des Eppinger Handels- und Gewerbevereins.
Trotz seiner schweren Behinderung aus dem Krieg war er auch sportlich engagiert. Er war 1945/46 Bezirksbeauftragter des Süddeutschen Fußballverbandes, hat von 1948 bis 1950 die Boxabteilung des VfB Eppingen geleitet und war von 1952 bis 1958 Beisitzer im Vorstand des Motorsportclubs Eppingen. 1956 war er Mitbegründer des Tennisclubs Eppingen und stand diesem bis 1972 selbst vor, bevor er zum Ehrenvorsitzenden ernannt wurde. 1970 gründete er die Versehrtensportgruppe Eppingen, der er über 30 Jahre lang vorstand. 
Für sein Wirken auf dem Gebiet der Heimatforschung wurde er 1985 mit der Medaille Für Verdienste um die Heimat Baden-Württemberg ausgezeichnet. 1986 folgte für seine Verdienste um das örtliche Vereinswesen die Ehrenurkunde des Landes Baden-Württemberg.

## Schriften
- Eppingen und seine Fachwerkbauten. Heimatfreunde Eppingen, Eppingen 2003, ISBN 3-930172-16-X.
- Die Kraichgaustadt Eppingen. Einst Burgum-, heute modernes Schul- und Verwaltungszentrum. Sonderdruck aus Badische Heimat, 55. Jahrgang, Heft 3 (September 1975), Bürgermeisteramt der Stadt Eppingen / Landesverein Badische Heimat e. V. Bürgermeisteramt, Eppingen 1981.
- Eppingen. Ein Rundgang durch die Altstadt. Verkehrsverein Eppingen e. V., Eppingen 1981
- Eppingen in alten Ansichten. Europäische Bibliothek, Zaltbommel 1977.
- mit Klaus Zöller u. a.: Heimatbuch Rohrbach a.G., Stadt Eppingen. Arbeitsgemeinschaft Heimattag 1973, Eppingen-Rohrbach 1973
- (Mitverfasser): Volksbank. 100 Jahre Volksbank Eppingen eGmbH. 1867–1967. Volksbank Eppingen, Eppingen (1967).

Kiehnle hat neben seinen umfangreichen Schriften noch über 100 Beiträge für die Publikationen der Heimatfreunde Eppingen, des Heimatvereins Kraichgau, des Historischen Vereins Heilbronn sowie für die Eppinger Zeitung und die Rhein-Neckar-Zeitung verfasst.